# Trouble-fête (film)
Pour les articles homonymes, voir Trouble fête (homonymie).
Pour l'album d'Arthur H sorti en 1996, voir Trouble-fête.
Pour plus de détails, voir Fiche technique et Distribution.
Trouble-fête est un film québécois en noir et blanc, réalisé par Pierre Patry en 1964.

## Synopsis
Étudiant dans un collège classique, Lucien est actif dans différentes activités parascolaires. Reconnu par ses pairs, il représente les autres élèves dans leur contestation des règles du collège et dans le règlement du sort d’un professeur incompétent. Provoquant aussi la jalousie, il finit par être rejeté des autres et renvoyé de l’école. À la suite du décès de sa mère, même s’il fréquente Lise, une jeune femme avec qui il fait du théâtre, il doit repousser les avances d’un homosexuel dont il provoque accidentellement la mort. Revenant plus tard sur les lieux, il est reconnu des spectateurs du défilé de la saint Jean-Baptiste.

## Fiche technique
- Réalisation : Pierre Patry
- Production : Jean Roy, Roger Blais, Pierre Patry
- Scénario : Jean-Claude Lord et Pierre Patry
- Photographie : Jean Roy
- Montage : Lucien Marleau
- Musique : Claude Léveillée
- Budget : 122 000 $ CA[1]
- Pays d'origine :  Canada
- Langue originale : français
- Format : Noir et blanc — 35 mm — format d'image : 1,66:1[2]
- Genre : drame
- Durée : 87 minutes
- Dates de sortie :
  - Canada : 20 mars 1964 (première au Théâtre Saint-Denis à Montréal)[3]

## Distribution
- Lucien Hamelin : Lucien Charette
- Louise Rémy : Lise
- Percy Rodriguez : le policier noir
- Henry Tremblay : le confident de Lucien
- Yves Corbeil : l'étudiant metteur en scène
- Roland Chenail : le père de Lucien
- Gilbert Chénier : Mike
- Jean Duceppe : le bon samaritain
- Camille Ducharme : l'homosexuel
- Ronald France : le père Bonhomme
- Yves Létourneau : le père supérieur
- Yves Massicotte : le prédicateur
- Lucie Poitras : la mère de Lucien
- Pierre Curzi
- Yvon Deschamps
- Mirielle Lachance

## Accueil
Le film est un succès lors de sa sortie en salle au Québec. Il est aussi l'un des films canadiens projetés lors du Ve Festival international du film de Montréal. Pour Jean de Baroncelli, commentant ces projections et le palmarès, « Trouble-Fête, de Pierre Patry, est également l'histoire d'une révolte, la révolte d'un garçon qui, élève de philosophie dans un établissement religieux, part en guerre contre l'enseignement étroitement clérical qu'il reçoit et contre la mesquinerie du milieu social auquel il appartient. Sur ce thème Pierre Patry a eu le mérite de réaliser un film vivant, mouvementé, parfois un peu vulgaire, mais souvent drôle et jamais ennuyeux, un film où le " message " est parfaitement entendu, sans pour cela paralyser l'action. Plutôt que par les Français, Patry semble influencé par les Américains et les Italiens. Du " cinéma-vérité " il n'a retenu que les "moyens ". Pour le reste, il a pris la peine de construire un scénario et d'écrire des dialogues. Et ce ne fut pas peine perdue. Il y a certes des maladresses dans Trouble-Fête, des morceaux de bravoure inutiles et une fin détestable. ».